# دی تاگس‌تسایتونگ
دی تاگس‌تسایتونگ (به آلمانی: Die Tageszeitung) (آلمانی: [di: ˈta:ɡəsˌtsaɪtʊŋ], «اخبار روزانه»، مختصراً TAZ) مجله‌ای است که در سال ۱۹۷۸ در برلین به عنوان روزنامه مستقل و چپ گرا منتشر گشت. این روزنامه بیشتر از مواضع حزب اتحاد ۹۰/سبزها حمایت می‌کند.
نشان این روزنامه به واژهٔ «تتزه» (Tatze) اشاره دارد که در آلمانی به معنی پنجه است.